# Agrostis leptophylla
Agrostis leptophylla é uma espécie de gramínea do gênero Agrostis, pertencente à família Poaceae.